# Franz Johann Joseph Bock
Franz Johann Joseph Bock (Burtscheid, 1823. május 3. – Aachen, 1899. április 30.) német kanonok és művészettörténész volt.

## Élete és munkássága
Apja fürdőmester volt, anyja korán meghalt. 1846 és 1849 között a bonni egyetemen tanult teológiát. 1849-től a kölni papi szemináriumra járt, majd 1850-ben pappá szentelték. Egyházi kötelezettségei mellett erősen foglalkoztatta őt a szakrális művészet is. 1852-ben már egy jelentős egyházművészeti kiállítás kurátora volt. 1855-től az újonnan megnyílt kölni érseki keresztény művészeti gyűjtemény muzeológusa lett.
A porosz kereskedelmi minisztérium ösztöndíjával kétéves művészettörténeti tanulmányutat tett Európa több országában. Hazatérése után intenzív kapcsolatokat ápolt a művészetek iránt érdeklődő magas egyházi és világi személyiségekkel, műgyűjtőkkel.
Művészi érdeklődése főleg az egyházi textilművészetre koncentrálódott. Három kötetes munkája a középkori liturgikus ruházatok történetéről („Die Geschichte der liturgischen Gewänder des Mittelalters“) nagy visszhangot váltott ki. További utazásokat is tett Szíriába, Egyiptomba és Palesztinába, ahonnan a sivatagi körülmények között jól megőrződött régi textilmaradványokat, kopt ruházatokat, valamint egyéb műkincseket hozott haza.
1862 elején Aachenbe költözött, ahol bekerült az aacheni dóm egyházi vezetőségébe. Itt is aktívan folytatta művészettörténeti munkásságát. Foglalkozott a Szent Korona eredetének tudományos kutatásával is; azt az álláspontot támogatta, miszerint a korona végleges összeállítására III. Béla magyar király idejében kerülhetett sor.
1899-ben tüdőgyulladásban hunyt el.

## Főbb művei
- History of the liturgical vestments of the Middle Ages (2 vols., Bonn, 1859)
- The jewels of the Holy Roman Empire of the German Nation gene together with the regalia Bohemia, Hungary and Lombardy with 58 chromo-lithographic plates (Vienna, 1864)
- History of liturgical garments of the Middle Ages. (3 volumes, Bonn, 1859-71)
- Die Goldschmiedekunst auf der Höhe ihrer technischen und ästhetischen Ausbildung, plastisch nachgewiesen in einer Sammlung von Originalabgüssen der hervorragendsten kirchlichen Gefäße und Geräthschaften vom 10.-16. Jahrhundert, Köln, 1855
- Baldachin-Altäre aus Stephansdom (Wien) und aus der Teinkirche zu Prag; oder: wie ist es mit dem Neubaue von Altären zu halten?, In: Organ für christliche Kunst, 7 (1857), Nr. 21, 241–243 u. Nr. 22, 255–258
- Das heilige Köln. Beschreibung der mittelalterlichen Kunstschätze in seinen Kirchen und Sakristeien aus dem Bereich der Goldschmiedekunst und der Paramentik, Leipzig, 1858
- Das carolingische Münster zu Aachen und die St. Godehards Kirche zu Hildesheim in ihrer beabsichtigten inneren Wiederherstellung. Praktische Beiträge zur Lösung der Frage: Welche Grundsätze sind bei der inneren Ausstattung und Einrichtung älterer romanischer Kirchen massgebend, Bonn, 1859
- Die Musterzeichner des Mittelalters. Anleitende Studienblätter für Gewerbe- und Webeschulen, für Ornamentzeichner, Paramenten-, Teppich- und Tapetenfabrikanten nach alten Originalstoffen eigener Sammlung, 8 Lieferungen, Leipzig, 1859–61
- Der Reliquienschatz des Liebfrauen-Münsters zu Aachen in seinen kunstreichen Behältern: zum Andenken an die Heiligthumsfahrt von 1860, beschr. und mit vielen Holzschnitten erl. von Fr. Bock., Selbstverlag des Verf., Aachen, 1860. XXXIV, 88 S.
- Die Reliquienschätze der ehemaligen gefürsteten Reichs-Abteien Burtscheid und Cornelimünster, nebst den Heiligthümern der früheren Stiftskirche St. Adalbert und der Theresianer-Kirche zu Aachen: zur Erinnerung an die Heiligthumsfahrt von 1867; mit vielen Abbildungen. Köln, 1867
- Geschichte der liturgischen Gewänder der Mittelalters, oder Entstehung und Entwicklung der kirchlichen Ornate und Paramente mit Rücksicht auf Stoff, Gewebe, Farbe, Zeichnung, Schnitt und rituelle Bedeutung, nachgewiesen und durch 120 Abbildungen in Farbendruck erläutert v. Dr. Franz Bock, 3 Bde., Bonn, 1859, 1867, 1871
- Die deutschen Reichskleinodien mit Hinzufügung der Krönungs-Insignien Böhmens, Ungarns und der Lombardei in geschichtlicher, liturgischer und archäologischer Beziehung, 1. Theil (Einfache Ausgabe), Wien, 1860
- Die Schriften A. Reichenspergers und ihre Bedeutung für die christliche Kunst, Wien, 1860
- Der Schatz von Sanct Marcus in Venedig, Wien, 1861, Sonderdruck aus dem August-Heft des VI. Jahrgangs der Mittheilungen der k.k. Central-Commission zur Erforschung und Erhaltung der Baudenkmale
- Katalog der Ausstellung von neueren Meisterwerken mittelalterlicher Kunst zu Aachen, eröffnet bei Gelegenheit der XIV. General-Versammlung katholischer Vereine, nebst einer kunstgeschichtlichen Einleitung, Aachen, 1862
- Der St. Karls-Teppich in Ausführung genommen von den Frauen und Jungfrauen Aachens, Aachen, 1863
- Über die christlichen Messkännchen, Prandel u. Ewald, Wien, 1864
- Karls des Grossen Pfalzkapelle und ihre Kunstschätze, Kunstgeschichtliche Beschreibung des karolingischen Octogons zu Aachen, etc., Cöln & Neuß, 1866
- Das Heiligthum zu Aachen. Kurzgefaßte Angabe und Abbildung sämtlicher "großen und kleinen Reliquien" des ehemaligen Krönungs-Münsters, sowie der vorzüglichsten Kunstschätze daselbst, Köln & Neuß, 1867
- Das monumentale Rheinland. Autographische Darstellung der hervorragendsten Baudenkmale des Mittelalters am Rhein und seinen Nebenflüssen in kurzgefasster Beschreibung, hrsg. u. S. Königlichen Hoheit dem Kronprinzen Friedrich Wilhelm von Preußen gewidmet, Cöln und Neuss, 1867
- Rheinlands Baudenkmale des Mittelalters, Zweite Serie. Die ehemalige Benedictiner-Abteikirche zu Brauweiler, Köln, [1867–72]
- Album mittelalterlicher Ornament-Stickerei zur Zierde für Kirche und Haus in Autographien nach älteren und neueren Mustervorlagen, Heft 1-2, Aachen, 1866, Heft 3, Aachen, 1869
- Der Kunst- und Reliquienschatz des Kölner Doms, hrsg. von dem Vorstande des christlichen Kunst-Vereins zu Köln, Köln, 1870
- Der altromanische goldene Altaraufsatz im Münster zu Aachen und seine Wiederherstellung durch die Munifizienz Seiner Majestät des Kaisers, Aachen, 1871, Separatdruck aus: Echo der Gegenwart, Nr. 243, Zweites Blatt, 3. September 1871
- Die mittelalterlichen Kunst- und Reliquienschätze zu Maestricht, aufbewahrt in den ehemaligen Stiftskirchen des hl. Servatius und Unserer Lieben Frau daselbst, archäologisch und historisch beschrieben und durch 66 Holzschnitte erläutert v. Mgr. Dr. Franz Bock u. Vicar M. Willemsen, Thesaurar, Köln und Neuss, 1872
- Der St. Lambertus-Teppich, ein Geschenk der Fürstlich Hohenzoller’schen Familie an die gleichnamige Pfarrkirche in Düsseldorf, Köln/Neuss, 1872
- Karl's des Grossen Heiligthümer zu Aachen : kurze Beschreibung derselben nebst Betrachtungen u. Gebeten bei d. öffentl. Zeigung; zur Erinnerung an die Aachener Heiligthumsfahrt im Jahre 1874 mit 30 erklärenden Holzschnitten – Köln : Schwann, 1874
- Die St. Helena-Teppiche, angefertigt von den Frauen und Jungfrauen Triers, Trier, 1893
- Die textilen Byssus-Reliquien des christlichen Abendlandes aufbewahrt in den Kirchen zu Köln, Aachen, Cornelimünster, Mainz und Prag, Aachen, 1895
- Die byzantinischen Zellenschmelze der Sammlung Dr. Alex. von Swenigorodskoi und das darüber veröffentlichte Prachtwerk, archäologisch-kunstgeschichtliche Studie, Selbstverlag, Alex. von Swenigorodskoi, Aachen, 1896
- Aachener Goldschmiedekunst ehemals und heute. Unter besonderer Berücksichtigung des neuen Altars der h. h. Eucharistie für die Domgruft in Hildesheim, Aachen, 1897
- Verzeichnis von Schriften über mittelalterliche Kunst und Alterthumswissenschaft, veröffentlicht in den Jahren 1852–98, Aachen, 1898
- Kramny: Autorenverzeichnis in den Mittheilungen der kaiserl. königl. Central-Commission zur Erforschung und Erhaltung der Baudenkmale. 1856–1906, S.4,5
- Die Kleinodien des heil. römisch-deutschen Reiches, in den Mittheilungen der kaiserl. königl. Central-Commission zur Erforschung und Erhaltung der Baudenkmale. Band 2, 1857

## Fordítás
- Ez a szócikk részben vagy egészben a Franz Johann Joseph Bock című német Wikipédia-szócikk ezen változatának fordításán alapul.  Az eredeti cikk szerkesztőit annak laptörténete sorolja fel. Ez a jelzés csupán a megfogalmazás eredetét és a szerzői jogokat jelzi, nem szolgál a cikkben szereplő információk forrásmegjelöléseként.